# Telluride Film Festival
Il Telluride Film Festival è un festival cinematografico che si tiene ogni anno a Telluride, Colorado, nel mese di settembre nel fine settimana del Labor Day.

## Storia
Ideato nel 1974 da Bill Pence, Stella Pence, Tom Luddy e James Card con il Telluride Council for the Arts and Humanities che ha organizzato e sponsorizzato l'evento. Nel 2007 i coniugi Pence sono andati in pensione e Julie Huntsinger e Gary Meyer sono stati assunti per gestire il festival con Tom Luddy. Huntsinger è stato nominato direttore esecutivo. Nel 2013 il festival ha celebrato il suo 40º anniversario con una nuova sede, il Werner Herzog Theatre.
Pur non avendo una sezione competitiva, nel corso degli anni il festival è diventato una vetrina importante per la presentazione di film commerciali, film indipendenti, cortometraggi e documentari, aprendo di fatto la stagione cinematografica in anticipo su un altri importanti festival come il Toronto International Film Festival.

## Programma
La maggior parte del programma si compone di film nuovi e vi è una tradizione informale, che i nuovi film devono essere inediti in Nord America per essere presentati al festival. Il Telluride è ben situato nel calendario dei festival internazionali, collocato poco prima del Toronto International Film Festival e del New York Film Festival
Nel corso degli anni al Telluride Film Festival sono stati scoperti film importanti e registi emergenti; Michael Moore ha presentato il suo primo documentario Roger & Me nel 1989, Robert Rodriguez ha presentato per la prima volta El mariachi nel 1992. Il festival ha avuto anche le anteprime americane di film come Stranger Than Paradise di Jim Jarmusch, Velluto blu di David Lynch, La moglie del soldato di Neil Jordan, Mulholland Drive di David Lynch, I segreti di Brokeback Mountain di Ang Lee e Moonlight di Barry Jenkins.

### Silver Medallion
Ogni anno al consegna i Silver Medallion suddivisi in tre tributi; uno è dedicato ad una figura importante della Hollywood contemporanea, un altro ad un grande personaggio storico, e un terzo a qualcuno che è o non è ben noto al pubblico americano. Nel 1995 è stato aggiunto un quarto tributo assegnato ad un "eroe del cinema", un regista, storico o critico dedito alla celebrazione e alla conservazione del cinema come forma d'arte.
Nel 1974 i primi Silver Medallion sono stati assegnati a Francis Ford Coppola, Gloria Swanson e Leni Riefenstahl. Nel corso degli anni sono stati assegnati a personalità come Penélope Cruz, Daniel Day-Lewis, Marion Cotillard, Catherine Deneuve, Gérard Depardieu, Clint Eastwood, Jodie Foster, Harvey Keitel, Ang Lee, David Lynch, Jack Nicholson, Peter O'Toole, Mickey Rooney, John Schlesinger e Meryl Streep.